# Villa di Galceto

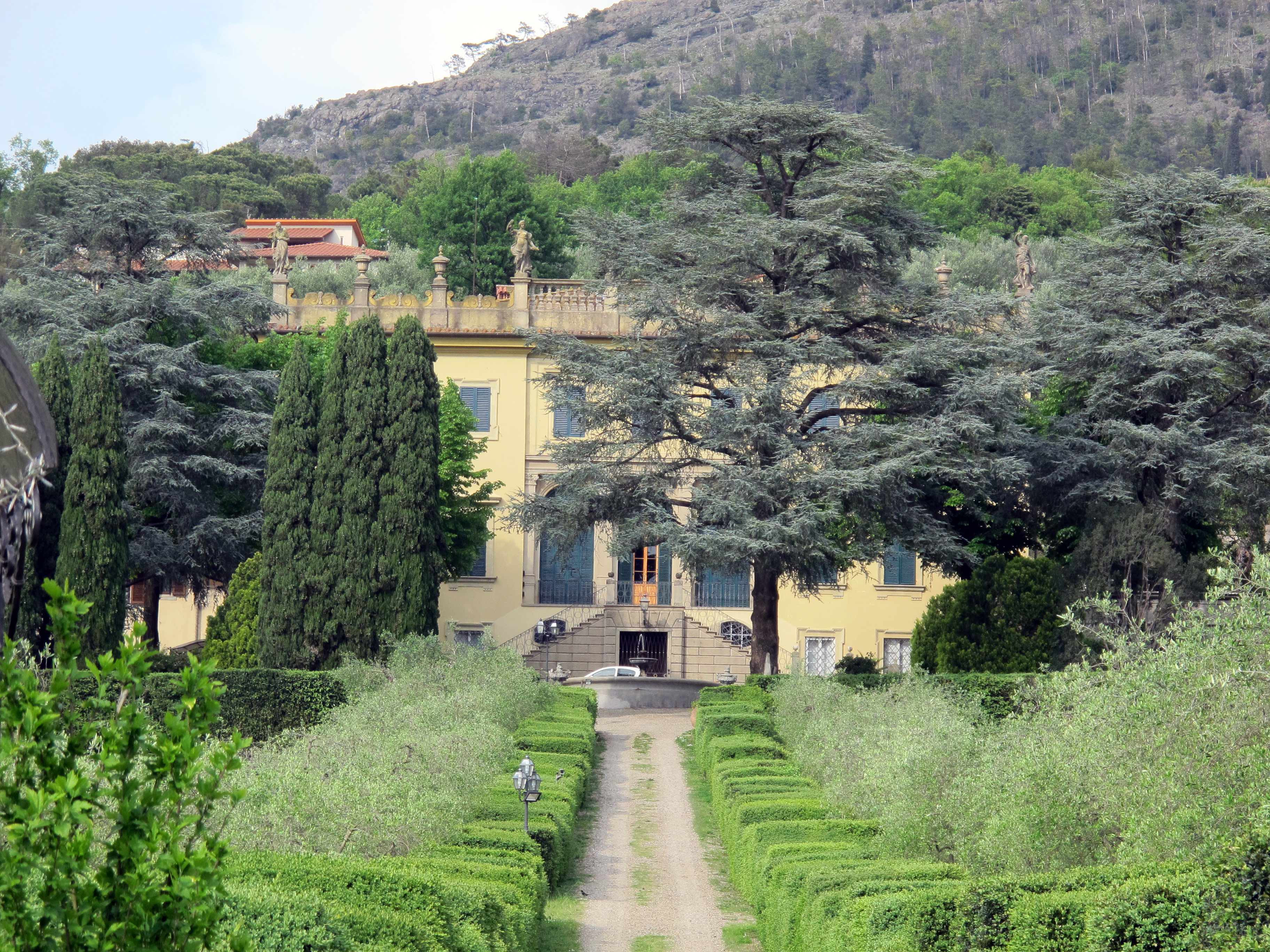
Villa di Galceto

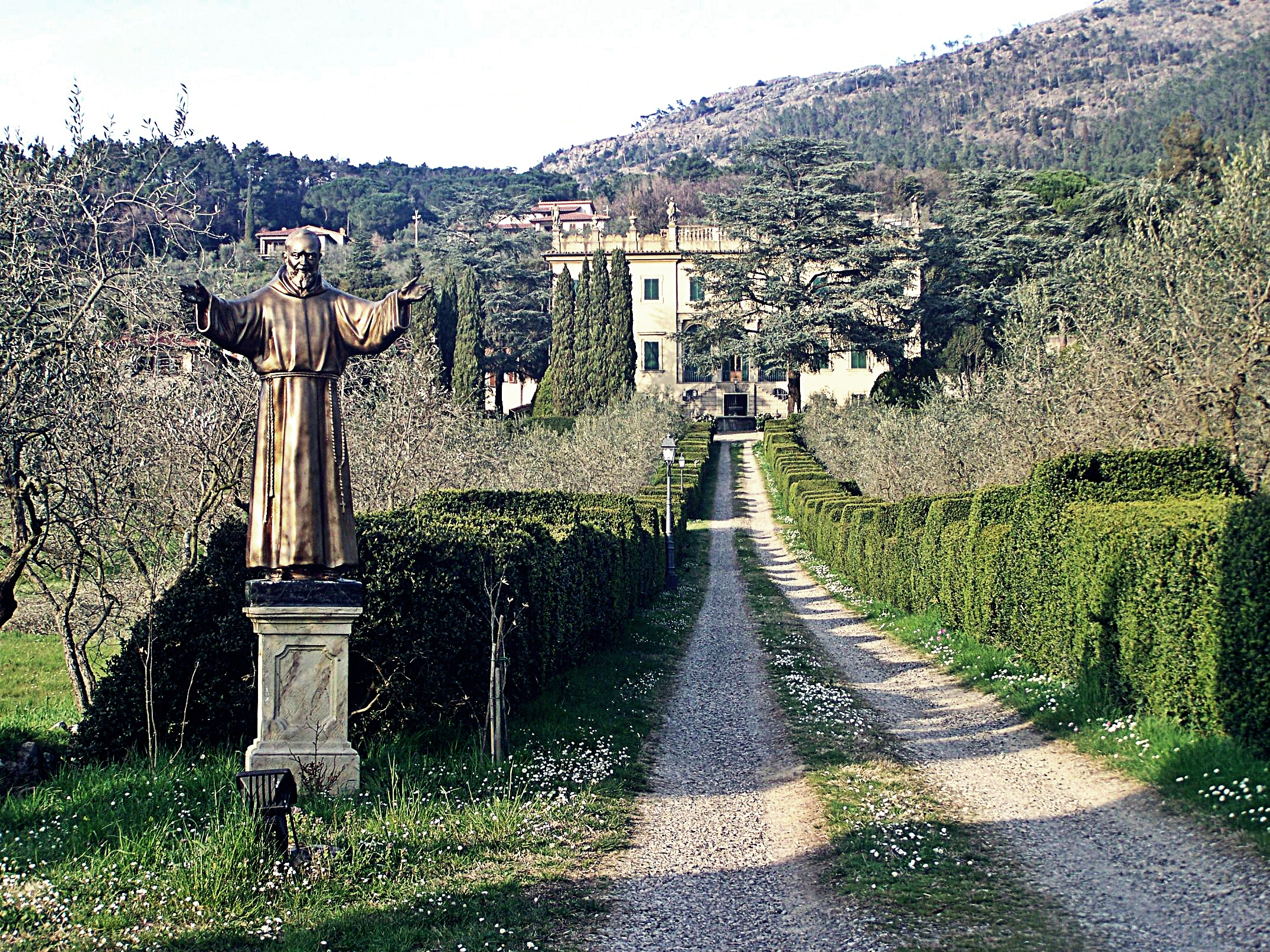
Viale di accesso

La Villa di Galceto, o Focanti o Druzkoj, è un edificio storico di Montemurlo in provincia di Prato, situato in via Montalese 55, località Bagnolo.

## Storia
In questo sito la famiglia Temperani possedeva almeno dalla fine del XV secolo una casa "da signore" dotata di torre, che ai primi del Settecento passò ai Buondelmonti. Entro il 1740 furono condotti ampi lavori di ammodernamento, e nel 1809, quando la possedevano i Doupouny, ottenne l'aspetto attuale.
Dal 1863 la villa fu abitata dal principe Demetrio Droutskoy Sokolinskoy, accompagnato dal conte Arsenij Zakrevskij, che fu governatore di Mosca e di Finlandia, oltre che ministro dell'Interno dell'Impero russo e generale aiutante militare dello zar durante le guerre napoleoniche (alla sua morte fu sepolto nell'attigua chiesa di Santa Maria Maddalena de' Pazzi).
Nel 1877 la villa fu visitata da Giosuè Carducci.
Si alternarono poi i San Giorgio, i Calamai e, ai giorni nostri, i Focanti, con una parentesi nel 1944 quando ospitò temporaneamente l'ospedale della Misericordia.
Adesso è di proprietà della famiglia Fanti.

## Descrizione
La villa è scenograficamente arretrata rispetto al passaggio della strada, collocata in posizione leggermente rialzata alle pendici del Monte Chiesino, in fondo a un vialone fiancheggiato da siepi di bosso e ulivi.
La facciata, attribuita a Giuseppe Valentini, dovrebbe risalire al primo quarto dell'Ottocento. Aperture si aprono simmetriche sui tre livelli, con maggior risalto al centro, dove una scala doppia rampa porta a prospetto al piano nobile scandito da tre arcate con lesene ioniche, trabeazione e finto bugnato, in uno stile neocinquecentesco che in passato fece anche favoleggiare un disegno dovuto a Michelangelo. Al piano superiore le tre finestre ripropongono un'analoga scansione in forme più leggere. Oltre la gronda l'edificio è coronato da una terrazza con attico al centro, e balaustra su cui si intervallano vasi e statue di gusto tardobarocco.
Gli interni conservano la struttura settecentesca, con un grande salone a doppio volume, dotato di ballatoio che era usato dai musicisti durante le feste da ballo, e di un camino neorinascimentale. Attorno al salone si articolano i vari ambienti, tra cui un saloncino con pitture settecentesche inquadrate da stucchi.
Nel parco si trovano una limonaia e un granaio settecenteschi, oltre a una fattoria che ha un fastigio ornato da una maiolica con l'Adorazione della Vergine, che si ricorda come copia ottocentesca di un originale di Andrea della Robbia trafugato in quegli anni.